# Campionati del mondo di ciclismo su pista 2020 - Scratch maschile
La gara di scratch maschile ai campionati del mondo di ciclismo su pista si è svolta il 27 febbraio 2020, su un percorso di 60 giri per un totale di 15 km. È stata vinta dal bielorusso Jaŭhen Karalëk che ha completato la prova in 16'59" alla media di 52,986 km/h.

## Podio
| Pos.    | Atleta          | Nazionalità |
| ------- | --------------- | ----------- |
| Oro     | Jaŭhen Karalëk  | Bielorussia |
| Argento | Simone Consonni | Italia      |
| Bronzo  | Sebastián Mora  | Spagna      |

## Risultati
| Posizione | Atleta             | Nazione       | Giri persi |
| --------- | ------------------ | ------------- | ---------- |
| 1         | Jaŭhen Karalëk     | Bielorussia   |            |
| 2         | Simone Consonni    | Italia        |            |
| 3         | Sebastián Mora     | Spagna        |            |
| 4         | Matthew Walls      | Gran Bretagna |            |
| 5         | Roy Eefting        | Paesi Bassi   |            |
| 6         | Adrian Hegyvary    | Stati Uniti   |            |
| 7         | Maximilian Beyer   | Germania      | −1         |
| 8         | Ignacio Prado      | Messico       | −1         |
| 9         | Iúri Leitão        | Portogallo    | −1         |
| 10        | Guo Liang          | Cina          | −1         |
| 11        | Felix English      | Irlanda       | −1         |
| 12        | Sam Welsford       | Australia     | −1         |
| 13        | Christos Volikakis | Grecia        | −1         |
| 14        | Krisztián Lovassy  | Ungheria      | −1         |
| 15        | Daniel Babor       | Rep. Ceca     | −1         |
| 16        | Roman Gladysh      | Ucraina       | −1         |
| 17        | Yacine Chalel      | Algeria       | −1         |
| 18        | Filip Prokopyszyn  | Polonia       | −1         |
| 19        | Mow Ching Yin      | Hong Kong     | −1         |
| 20        | Mauro Schmid       | Svizzera      | −1         |
| 21        | Alisher Zhumakan   | Kazakistan    | −1         |
| 22        | Stefan Matzner     | Austria       | −1         |
| 23        | Nick Kergozou      | Nuova Zelanda | −1         |
| 24        | Andrei Sazanov     | Russia        | −1         |